# Felipe Guimarães
Pour les articles homonymes, voir Guimarães (homonymie).
Felipe Guimarães (né le 22 mars 1991 à Anápolis) est un pilote automobile brésilien.

## Carrière
- 2000-2006 : Karting
- 2007 : Formule 3 sudaméricaine, 4e
- 2008 : Euroseries 3000, A1 Grand Prix
- 2009 : Indy Lights et A1 Grand Prix
- 2010 : GP3 Series
- 2011 : Formule 3 sudaméricaine
- 2012 : Formule 3 sudaméricaine
- 2013 : Open du Brésil de Formule 3